# Iubdan
Iubdan – w mitologii celtyckiej, władca ludu karzełków nazywanego Faylinn.
Pierwsze wzmianki o królu Iubdanie pochodzą z wczesno-iryjskiego podania Eachtra Fhergus Mac Léide. Był królem ludu karzełków. Władca ten bardzo lubił się chwalić. Aby położyć temu kres jego nadworny poeta, Eisirt, powiedział mu, że Ulster jest krajem zamieszkanym przez olbrzymów. Eisirt użył podstępu, aby król odbył podróż do Ulsteru. Poprosił króla, aby ten przekonał barda Áeda, który w istocie był krasnalem, do powrotu do swojej ojczyzny. Bard sprawił, że król Iubdan wraz ze swoją żoną Bebo odbyli w tajemnicy podróż do Ulsteru, nałożył także na parę królewską Geis nakazujący im skosztowanie owsianki Fergusa Mac Ledy, króla Ulsteru przed następnym świtem. Niestety, Iubdan i jego żona zostali uwięzieni po tym jak wpadali do owsianki. Król Fergus Mac Leda nie przyjmował żadnej formy okupu, chociaż maleńcy ludzie ofiarowali mu wielkie ilości ziarna. Lud karzełków postanowił odbić uwięzionych. Przypuszczono atak, w królestwie zaczęło brakować mleka, woda w rzekach i studniach stała się zatęchła, młyny płonęły a mężczyznom i kobietom, ktoś nocami ścinał włosy. Wszystkie te utrapienia trwały rok i jeden dzień. W końcu król Ulsteru zgodził się uwolnić Iubdana i Bebo, pod jednym warunkiem - że dostanie najcenniejszą rzecz, jaką posiada król karzełków - parę zaczarowanych butów. Każdy kto je nosił mógł unosić się w powietrzu. Gdy tylko król Fergus włożył buty na swoje stopy te powiększyły się i dopasowały do ich wielkości. Echem tego podania jest powieść Jonathana Swifta Podróże Guliwera.